# Kość klinowata pośrednia
Kość klinowata pośrednia, kość klinowata druga (łac. os cuneiforme intermedium, os cuneiforme secundum, os tarsale secundum) – kość stępu stopy człowieka, najmniejsza i najkrótsza z kości klinowatych. Kość klinowata pośrednia łączy się z czterema kośćmi: łódkowatą, klinowatą przyśrodkową i boczną oraz z kością śródstopia II.